# Pierre Tobie Yenni

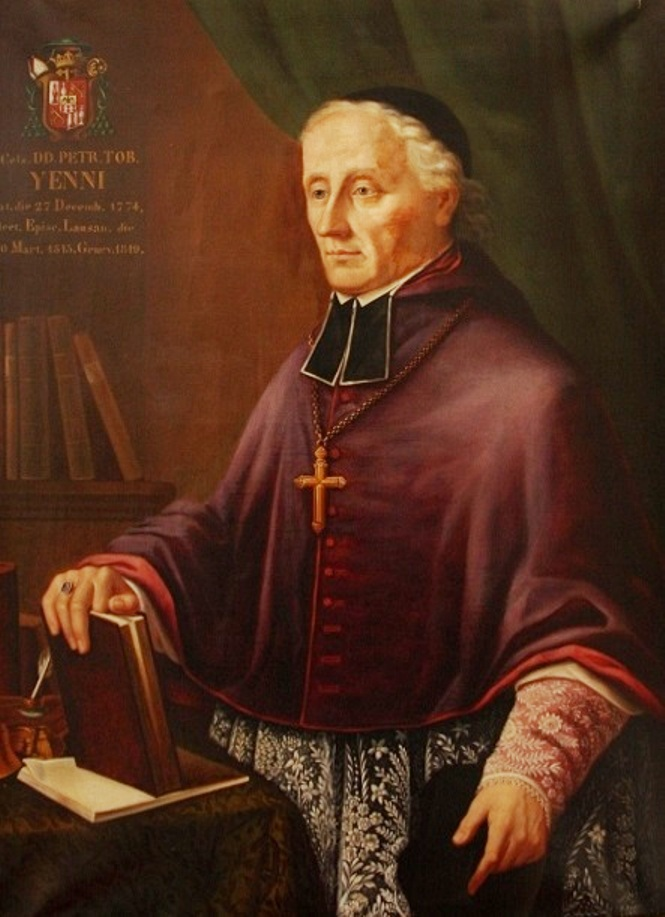
Pierre Tobie Yenni, zeitgenössisches Porträt

Marie Pierre Tobie Yenni (* 27. Dezember 1774 in Morlon; † 8. Dezember 1845 in Freiburg im Üechtland) war Bischof von Lausanne-Genf.

## Leben
Pierre Tobie Yenni entstammte einem alten Greyerzer Geschlecht, das sich bis in das 17. Jahrhundert in Morlon nachweisen lässt: sein Vorfahr Jehan Jany liess sich am 16. Juni 1612 alle seine Besitztümer in Morlon beurkunden. Seitdem unterlag der Name verschiedensten Schreibweisen, so u. a. 1671 Jenny, 1678 Jeani, 1790 Jenni und 1802 Yenni.
Sein Vater war der Kleinbauer Christophe Jeani, verheiratet mit Marie-Elisabeth, geb. Verdun. 1776 wurde sein Bruder Maurice geboren, der später den väterlichen Hof übernahm.
1781 wurde er in die Obhut seines Onkels Charles-Joseph Yenni († 1821), Pfarrer in Vuippens, gegeben, der ihn in den folgenden sechs Jahren unterrichtete und erzog. Weil sein Onkel ihn bereits in der lateinischen Sprache unterrichtet hatte, konnte er 1787 in die zweite Klasse des Kollegiums St. Michael in Freiburg eintreten, die unter der Leitung des Exjesuiten Pierre Joseph Gauthier de Schaller (1730–1819) stand. Als er das Gymnasium abschloss, erhielt er den 2. Fortschrittspreis, ein Überbleibsel der ehemaligen Jesuitenschule. Im Herbst 1790 wechselte er zum Athenäum (eine Art von Akademie, wo Poesie und Rhetorik gelehrt wurde) und begann im November 1792 sein Theologiestudium an der Universität Freiburg.
Im Sommer 1793 eröffnete sich ihm die Möglichkeit, sein Studium am Collegium Germanicum in Rom fortzuführen, weil auf Bitten des Bischofs von Lausanne, Bernhard Emmanuel von Lenzburg (1723–1795), der Diözese zwei Freiplätze gewährt wurden, nachdem Papst Pius VI. auch Schweizer zum Studium dort zuliess. Nachdem er am 21. September 1793 in der Liebfrauenkirche in Freiburg die niederen Weihen empfangen hatte, verliess er am 30. September 1793 sein Heimatdorf und traf am 23. April in Rom ein. Er begann sein Theologie- und Philosophiestudium unter der Leitung von Giovanni Castiglioni, der dem Kollegium vorstand. Während seines Studiums wurde er zum Novizenmeister ernannt und nach dem Empfang der Subdiakonats- und der Diakonatsweihe schloss er im Frühjahr 1797 sein Studium als Dr. theol. phil. ab und kehrte als römischer Doktor nach Freiburg zurück.
Noch bevor er das kanonische Alter erreichte, empfing er am 23. September 1797 aus den Händen von Jean-Baptiste d’Odet in der Kollegiumskirche die Priesterweihe. Hierauf war er zweieinhalb Jahre in Freiburg als Präzeptor in der Familie des späteren Schultheißen Philippe de Gottrau de la Riedera (1757–1836) und erzog dessen beiden Söhne Tobie und Charles, die auch als Schüler das Kollegium besuchten; zugleich war er seit 1799 in der Pfarrei Ependes Seelsorger.
Nachdem die französische Armee in der Schweiz einmarschiert war, brach die Ständeordnung zusammen und Pierre Tobie Yenni sah sich nach einer festen Existenzgrundlage um. Auf die bischöfliche Vorstellung hin wurde er am 6. März 1800 von der helvetischen Verwaltungskammer des Kantons Freiburg zum Pfarrer von Praroman ernannt, am gleichen Tag erfolgte auch die kanonische Amtseinsetzung; bislang hatte der Freiburger Kleine Rat das Kollaturrecht über diese Pfründe, aber aufgrund eines Direktorialbeschlusses wurden 1798 alle diesbezüglichen Rechte auf die kantonalen Verwaltungskammern übertragen. Pierre Tobi Yenni entwickelte eine rege pastorale Tätigkeit und führte 1808 unter seinen Pfarrkindern eine Volksmission durch. Sein weiteres Wirken wurde zusehends stärker vom Aktionsprogramm der Priestervereinigung Correspondance ecclésiastique bestimmt.

### Tätigkeit in der PriestervereinigungCorrespondance ecclésiastique
Anfang des 19. Jahrhunderts kristallisierten sich drei Gruppierungen der geistig-politischen Strömungen im Freiburg heraus: Bei der ersten handelte es sich um das kirchlich-konservative Lager, das sich fast ausschliesslich aus dem Grossteil des Klerus und dem Landvolk rekrutierte. Diese Strömung war, mit geringen Ausnahmen, antihelvetisch, das heisst gegenrevolutionär gesinnt und lehnte alles ab, was an die gottlose Revolution gemahnte. Hierzu gehörten vor allem die altgesinnten Patrizier, an deren Spitze Philippe de Gottrau de la Riedera stand. Diese nannten sich auch die Gutgesinnten, die darauf bedacht waren, die von Gott eingesetzte Obrigkeit zu festigen, und die in ihren Gegnern die Bösen, die Neuerer und Tagesphilosophen sahen.
Von diesem  konservativen Lager hoben sich die aufgeklärten und freisinnigen Aristokraten ab; diese waren zwar auch reaktionär eingestellt und schufen 1814, zusammen mit dem altgesinnten Patriziat, die Restaurationsverfassung, wie sie in dieser ausgeprägten Form kein einziger eidgenössischer Stand kannte. Kulturell dagegen waren sie fortschrittlich-liberal. Ihr führender Politiker war Jean de Montenach.
Dieser politisch-reaktionären Front stand die eigentlich liberal-demokratische Freiheitsbewegung der Bürgerschaft in der Hauptstadt und in den beiden Landstädten Bulle und Murten gegenüber.
In diese Zeit fällt 1810 die Gründung der Correspondance ecclésiastique, einer Priestervereinigung mit dem Ziel, den theologischen, pastoralen und kulturellen Bildungsstand der Diözesangeistlichen zu heben, denn im März 1798 erzwangen die französischen Invasoren die Schliessung des drei Jahre zuvor errichteten Priesterseminars am Kollegium St. Michael, so dass das theologische Bildungswesen bis 1807 in Freiburg darnieder lag, bis die theologische Ausbildung wieder im Kollegium aufgenommen wurde.
Der äussere Anlass zur Gründung der Priestervereinigung war die Rüge des Bischofs Jean-Baptiste d’Odet, der dem Diözesanklerus Beschränktheit und träge Bequemlichkeit vorwarf. Die Correspondance ecclésiastique bemühte sich um die wissenschaftlich-theologische sowie die praktisch-seelsorgerische Ausbildung der Weltgeistlichen; gewisse Nebenerscheinungen dieser Organisation muten jedoch eigenartig an.
Die Priestervereinigung gab sich nach aussen hin als ein exklusiver Geheimbund aus, in dem sich die Mitglieder einen Decknamen aus dem Alten Testament zulegten und mit Signaturcodes, Verschleierungslisten und Ziffernalphabet kommunizierten, so dass der wahre Sinn wichtiger Dokumente für Nichteingeweihte nicht erschlossen werden konnte. Nur der Bischof hatte Kenntnis von der Vereinigung; allen anderen nichtkorrespondierenden Geistlichen musste selbst die Existenz der Bewegung verschwiegen werden und alle Mitglieder waren zur striktesten Geheimhaltung verpflichtet. Die Priestervereinigung wurde von ihren Gegnern auch als Petite Église bezeichnet, die sich in Frankreich gebildet hatte, allerdings standen beide Vereinigungen nicht in Beziehung miteinander. Die Mitglieder der Freiburger Priestervereinigung nannten ihren Verein später auch Grande Association oder Association ecclésiastique.
Die Bezeichnung Correspondance ecclésiastique ist aber insofern am zutreffendsten, als der Unterricht auf dem Korrespondenzweg vor sich ging, indem die einzelnen Traktate von einem Sekretariat aus an die Mitglieder versandt wurden, wobei jeder Korrespondent zu den aufgeworfenen Fragen und Problemen Stellung zu beziehen hatte. Die Initiatoren der Vereinigung waren Jean-Joseph Dey (1778–1863), späterer Professor für Kirchengeschichte und Bibelexegese am Kollegium St. Michael, und Dekan Joseph Aebischer (1787–1852), späterer Pfarrer der katholischen Pfarrei Neuenburg. Diese wollten zur alten Ordnung zurückkehren und den Glauben an die gottgewollte Abhängigkeit stärken. Auch den Widerstand gegen die katholische Aufklärung erhob man zum Programm. Mit dieser Haltung glaubten sie, die alles zerstörende Flut der Neuerungen  eindämmen zu können.
Pierre Tobie Yenni schloss sich zuerst der Société économique an, die 1813 nach dem Vorbild der Schweizerischen Gemeinnützigen Gesellschaft gegründet worden war. Sobald aber in ihr die Häupter des liberalen Patriziats den beherrschenden Einfluss gewannen, zog er sich daraus zurück und fühlte sich in der geistigen Heimat der Correspondance ecclésiastique eher zu Hause. Er wurde 1914 unter dem Decknamen Phineas in die Vereinigung aufgenommen und schlug nach kurzer Zeit bereits vor, die Statuten der Priestervereinigung dem Heiligen Stuhl zu unterbreiten. Neben der theologischen und kulturellen Weiterbildung wollte er von Anfang an auch der spirituellen Erneuerung unter dem Klerus zum Durchbruch verhelfen. Er regte auch an, die von Bischof Maxime Guisolan (1735–1814) eingeführten Priesterexerzitien auf drei bis vier Tage auszudehnen. Um Prediger zu gewinnen, knüpfte er die ersten Beziehungen mit den Jesuiten in Brig und Sitten an. Er unterhielt Kontakte zu Pater Joseph Sineo della Torre (1761–1842) und Nicolas Godinot, führende Personen beim Wiederaufbau der oberdeutschen jesuitischen Ordensprovinz. Pierre Tobie Yenni wollte zuerst den theologischen Bildungsrückstand aufholen und die Aktivierung der Dekanatskonferenzen sah er hierbei als das geeignetste Mittel. Sein Programm enthält im Wesentlichen folgende Punkte:
- Erhöhung der jährlichen Zusammenkünfte von vier auf acht;
- Verzicht auf die damit verbundenen kostspieligen und üppigen Bankette;
- Lektüre der Synodalstatuten;
- Behandlung pastoraler Probleme;
- Vortrag über die priesterlichen Tugenden;
- Behandlung dogmatischer und moraltheologischer Themen;
- strikte Befolgung der jeweiligen Beschlüsse.

Um den Missständen entgegenzutreten, arbeitete er an der Revision der Synodalstatuten und verfasste 1809, auf Verlangen von Bischof Maxime Guisolan, einen Hirtenbrief, der sich gegen den Besuch von nächtlichen Trinkgelagen wandte; hierbei kam er immer mehr in das engere Blickfeld der bischöflichen Kurie. 1812 erhielt er vom Bischof, zusammen mit Jean-Joseph Dey, die Synodalstatuten aus dem Jahr 1665 zu überarbeiten. Auf der Ostersynode von 1812 wurden die neuen Synodalstatuten genehmigt und in Kraft gesetzt und deren Befolgung den Mitgliedern der Priestervereinigung zur besonderen Pflicht gemacht. Im Laufe der Zeit entwickelte er sich dann zum eigentlichen Vertrauten und Berater des Bischofs.

### Bischofswahl
Bereits vor dem Tod von Bischof Maxime Guisolan gab es einen Briefwechsel innerhalb der Correspondance ecclésiastique, in dem von der kommenden Bischofswahl die Rede war. Nach ihren Vorstellungen sollte der Wahlkandidat den Ideen der Restauration verpflichtet sein.
Der Kandidat der Altgesinnten war Joseph-Claude Gaudard (1769–1815), Theologieprofessor am Kollegium St. Michael. Der Kandidat der Gegenpartei war Jean Baptiste Girard, der bereits bei der vorhergehenden Wahl nach dem Tod von Bischof Jean-Baptiste d’Odet gescheitert war. Nun galt es, den Nuntius Fabrizio Sceberras Testaferrata für sich zu gewinnen, denn im damaligen Kräftespiel war er die ausschlaggebende Instanz. Dieser empfahl in einem Schreiben an das römische Staatssekretariat Joseph-Claude Gaudard zur Wahl. Ende Dezember 1814 ernannte Pius VII. den schwerkranken Professor Gaudard zum Bischof von Lausanne, er starb aber bereits am 6. Januar 1815. Eine Woche später hatte Fabrizio Sceberras Testaferrata in der Person Pfarrer Pierre Tobie Yennis einen Ersatzkandidaten gefunden, da dieser als Germaniker dem Hl. Stuhl sehr verbunden war. Am 20. März 1815 fiel die Wahl des Papstes auf Pfarrer Pierre Tobie Yenni; in der zeitgenössischen liberalen Geschichtsschreibung wurde die Wahl als ein Sieg des Ultramontanismus gewertet.
Am 4. Mai 1815 übernahm Yenni die Administration der Diözese aus den Händen des Bistumsverwesers, Generalvikar Pierre Joseph Gauthier de Schaller, seines einstigen Lehrers. Anlässlich des geheimen Konsistoriums vom 10. Juli 1815 nahm der Papst die feierliche Einsetzung in das bischöfliche Amt vor, so dass Pierre Tobie Yenni am 14. August in die bischöfliche Residenz einzog. Nach einer Wallfahrt nach Einsiedeln, in Begleitung von Jean-Joseph Dey und dem späteren Generalvikar Edmond d’Odet, legte er auf der Rückreise in Gegenwart des Nuntius und der beiden Zeugen den Treueid gegenüber dem Papst und das apostolische Glaubensbekenntnis ab. Am 3. September konsekrierte der Nuntius in der Stiftskirche St. Niklaus den Neuerwählten.
In einem Brief an Papst Pius VII. schreibt Pierre Tobie Yenni: Ich wäre unfähig, die Last des bischöflichen Amtes zu tragen, und hätte mich niemals zu dessen Übernahme bewegen lassen, wenn nicht das kindliche Vertrauen zum apostolischen Stuhl mich dazu überredet hätte. Ich werde bestrebt sein, alle päpstlichen Vorschriften genauestens zu befolgen, ist mir doch dieser Eifer gleichsam von Jugend auf eingepflanzt worden; in Rom konnte sich diese Tugend vollends entfalten, als ich als Alumne des Germanikums dem Vater aller Gläubigen besonderen Gehorsam gelobt habe.
Als 1819 der Kanton Genf dem Bistum Lausanne angegliedert wurde, wurde er 1821 faktisch Bischof von Lausanne und Genf.
Im Sommer 1822 erteilte Jean Baptiste Girard einen Kurs für angehende Lehrer. Hier propagiert er den wechselseitigen Unterricht, auch Bell-Lancaster-Methode genannt. Erfahrene Schüler leiten als Monitoren andere Schüler in Gruppen von 7 bis 10 Schülern für einzelne Übungen an. Girard setzt diese Methode an seiner Schule zwischen 1816 und 1823 ein, bis sie vom Bischof, der sie noch 1817 gutgeheissen hatte, aus sittlichen Gründen kirchlich und auch vom Grossen Rat Freiburgs politisch verboten wird; ein Jahr später erliess Papst Leo XII. ein allgemeines Verbot für die Lancasterschulen in den katholischen Gegenden.
Unter starker Abhängigkeit von ultrakonservativen Kräften seiner Umgebung setzte er sich für kirchliche Reformen ein. Karl Ludwig von Haller vollzog 1820 bei ihm seine Geheimkonversion zum Katholizismus. Er baute das diözesane Priesterseminar, ermutigte die Aufnahme neuer religiöser Kongregationen im Bistum und half bei der Wiedereinführung der Jesuiten in Freiburg. Er erfreute sich besonderer Wertschätzung im Kirchenvolk.

## Schriften (Auswahl)
- Pierre-Tobie Yenni; François-Louis Piller: Christenlehre, oder kurzer Begriff der christlichen Glaubenslehre: aufgesetzt zum Gebrauche der Jugend und aller Christgläubigen des Bisthumes Lausannen. Fs. Louis Piller, Freyburg in der Schweiz 1821.
- Pierre-Tobie Yenni, Jakob Bertschy: Zwey Briefe seiner bischöflichen Gnaden, des hochwürdigsten Herrn Bischofs zu Lausanne und Genf gegen den wechselseitigen Unterricht: an die hohe Regierung des Stadt und Republik Freyburg. F.-L. Piller, Fribourg en Suisse 1823.
- François-Louis Piller, Léon pape, Pierre-Tobie Yenni: Bullen unsers heiligsten Vaters des Pabstes Leo XII, zur Verkündung des allgemeinen Jubiläums auf das heilige Jahr 1825 (zu Rom) und zur Einstellung gewisser Ablässe. Franz Ludwig Piller, Freiburg in der Schweiz 1824.
- Episcopi lausannensis et genevensis allocutio in paschali synodo 1831. L. J. Schmid, Fribourg 1832.
- Pierre-Tobie Yenni, Jacques-Xavier Fontana: Fastenverordnung Seiner bischöflichen Gnaden des Hochw. H. Bischofes von Lausannen und Genf für das Jahr 1838. Franz Ludwig Piller, Freiburg in der Schweiz 1838.